# Đế Ai
Đế Ai (chữ Hán: 帝哀),  còn gọi là Đế Lý hay Đế Cư, được xem là vị vua thứ 7 của Thần Nông thị. Ông là con của Đế Ly (còn gọi là Đế Lai). Cả Tư trị thông giám và Thông giám tục biên đều chép là ông làm vua 43 năm.
Sử ký tác ẩn chép là ông sinh ra Khắc và Khắc là vị vua nối ngôi, nhưng Thông giám tục biên lại chép rằng Khắc chỉ là cháu của Đế Lý (tức Đế Ai): Lai sinh Đế Lý lại viết là Đế Cư tại vị 43 năm, Cư sinh Tiết Hành, Tiết Hành sinh Khắc và Hí, đều không làm vua, Khắc sinh Đế Du Võng.
Cả Tư trị thông giám và Thông giám tục biên cũng gọi Đế Ly (hay Đế Lai) là Đế Khắc, với chữ Khắc trong Tư trị thông giám dùng chỉ Đế Ly và trong Thông giám tục biên dùng chỉ Đế Lai và Khắc con của Tiết Hành cùng đều là chữ 克. 